# هاي يو بيكاتشو!
هاي يو بيكاتشو! (بالإنجليزية: Hey You, Pikachu!)‏، هي لعبة فيديو من تطوير ستوديو أمباريلا اليابانية، ومن نشر نينتندو، صدرت في الأسواق سنة 1999 وتعمل لمنصة نينتندو 64، وبطل اللعبة شخصية تُدعى بيكاتشو.

## المواقع الخارجية
- Official Nintendo Japan Hey You, Pikachu! site